# Chihuly Garden and Glass
Chihuly Garden and Glass ist eine Dauerausstellung im Seattle Center – direkt neben der Space Needle –, in der das Studioglas von Dale Chihuly gezeigt wird. Die Kunstinstallation wurde im Mai 2012 auf dem ehemaligen Gelände des nicht mehr existierenden Vergnügungsparks Fun Forest eröffnet.
Das Projekt besteht aus drei Hauptkomponenten: dem Garten, dem Gewächshaus und den Ausstellungen in den Gebäuden mit weiteren Nebenräumen: einer Bar, einem Mehrzwecktheater mit 50 Sitzplätzen und einem Vortragsraum. Die 100 Fuß (ca. 30 Meter) lange Installation im Inneren des Gewächshauses ist eine der größten hängenden Skulpturen von Chihuly.
Seit 2019 veranstaltet Chihuly Garden and Glass ein kostenloses Kunst- und Glasfestival mit dem Titel Refract: The Seattle Glass Experience. Das Festival bringt Künstler, Sammler und Glaskunst aus der Region Puget Sound zusammen.

## Entstehungsgeschichte

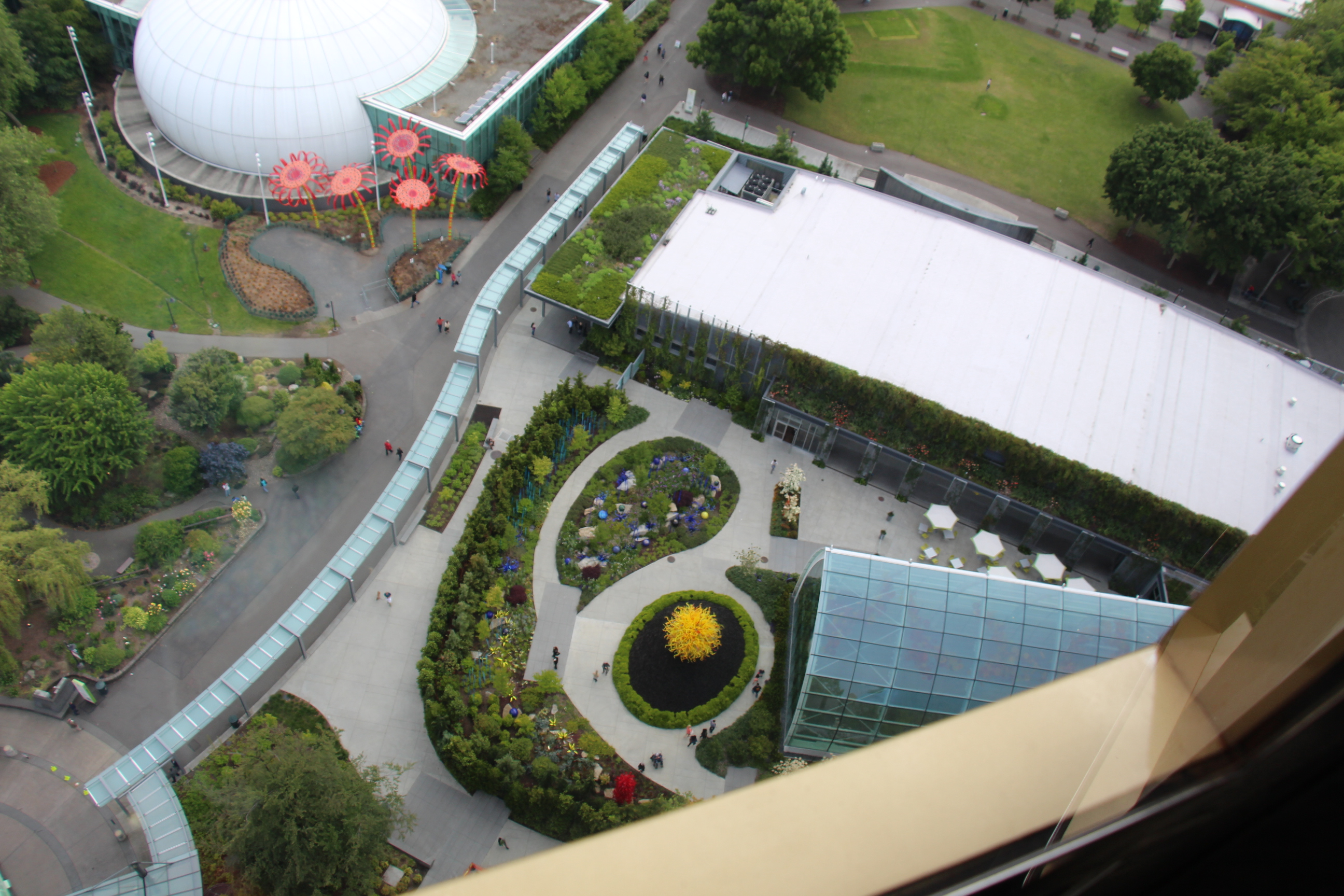
Blick vom Space Needle auf Chihuly Garden and Glass

Die ikonische Space Needle ist das Wahrzeichen der Weltausstellung 1962 in Seattle. Die Space Needle befindet sich im Besitz und unter der Verwaltung der Familie Wright, den Kindern von Howard S. Wright II, dem Erbauer der Space Needle.
Als sich die Gelegenheit bot, das Seattle Center neu zu beleben, luden sie Dale Chihuly ein, eine umfangreiche Sammlung seiner Werke zu präsentieren. Nachdem Chihuly von der Familie Wright eingeladen worden war, im Seattle Center auszustellen, begann er zusammen mit Center Art an einem Plan für das 1,5 Hektar große Gelände zu arbeiten. Die Gruppe beschloss, das bestehende Gebäude in eine Ausstellungshalle umzubauen, Gartenflächen hinzuzufügen und ein Glashaus als Herzstück des Projekts zu entwerfen. Chihuly wählte einige seiner Werke aus und begann, neue Skulpturen für den Ort zu entwerfen.
Chihuly Garden and Glass wurde im August 2011 eröffnet. Die Installation der Kunstwerke im Garten begann im März 2012 und wurde später auf das Glashaus und die Galerien ausgeweitet. Das vom Architekten Owen Richards entworfene Gebäude wurde Ende 2012 mit dem LEED-Zertifikat in Silber ausgezeichnet.

### The Bar
The Bar at Chihuly Garden and Glass ist weltweit der einzige Ort, an dem mehr als 25 persönliche Kunstwerke von Dale Chihuly im gesamten Raum verteilt zu sehen sind. Das Herzstück von The Bar ist eine beleuchtete Installation von charakteristischen Chihuly-Zeichnungen, die ein einzigartiges Kunsterlebnis in der Bar schaffen.